# Malpighia apiculata
Malpighia apiculata là một loài thực vật có hoa trong họ Malpighiaceae. Loài này được Urb. mô tả khoa học đầu tiên năm 1922.